# 沃爾特·芒克
沃爾特·海因里希·芒克（英語：Walter Heinrich Munk，1917年10月19日—2019年2月8日），美國物理海洋學家。他是地球物理學名譽教授，也是加利福尼亞州拉霍亞斯克里普斯海洋研究所的海洋主席。